# سرزمین هیچ‌کس (فیلم ۲۰۲۱)
سرزمین هیچ‌کس (به انگلیسی: No Man's Land) یک فیلم سینمایی وسترن آمریکایی محصول سال ۲۰۲۱ به کارگردانی کانر آلین که از فیلمنامه جیک آلین و دیوید بارازا ساخته شده‌است. بازیگران اصلی فیلم فرانک گریلو، جیک آلین، جرج لوپز، اندی مک‌داول و الکس مک نیکول می‌باشند.

## داستان
در حالی که برای یک گشت مرزی پدر و پسری بیرون رفته بودن، جکسون به‌طور تصادفی یک پسر مهاجر مکزیکی را می‌کشد. وقتی پدر جکسون سعی می‌کند تقصیر را به گردن بگیرد، جکسون سوار بر اسب به جنوب فرار می‌کند و در مکزیک به یک «بیگانه غیرقانونی» تبدیل می‌شود. تحت تعقیب رنجرهای تگزاس و فدرال‌های مکزیکی، قرار می‌گیرد. جکسون برای طلب بخشش از پدر پسر مرده در سراسر مکزیک سفر می‌کند، و او عاشق سرزمینی می‌شود که از آن متنفر بود … 

## فیلمبرداری
فیلم‌برداری اصلی در ژوئن ۲۰۱۹ آغاز شد.

## اکران
در ژوئن ۲۰۲۰، آی‌اف‌سی فیلمز حق توزیع این فیلم را به دست آورد. این فیلم در ۲۲ ژانویه ۲۰۲۱ اکران خواهد شد.